# Allium ampeloprasum
Allium ampeloprasum es una especie  perteneciente a la familia de las amarilidáceas. Se cultiva como hortaliza en tres formas distintas, que constituyen subespecies: A. ampeloprasum var. porrum (el puerro, porro o davo),  A. ampeloprasum var. ampeloprasum (el ajo elefante o ajo blandino) y A. ampeloprasum var. kurrat (el kurrat). Además, se han descrito una cantidad inverosímil de otras subespecies, variedades y formas que se han quedado en meras sinonimias.
- Nota: no hay que confundir esta especie con Allium ampeloprasum Thunb., Prodr. Pl. Cap.: 65, 1794, nom. illeg. que es un sinónimo de Allium rotundum L.

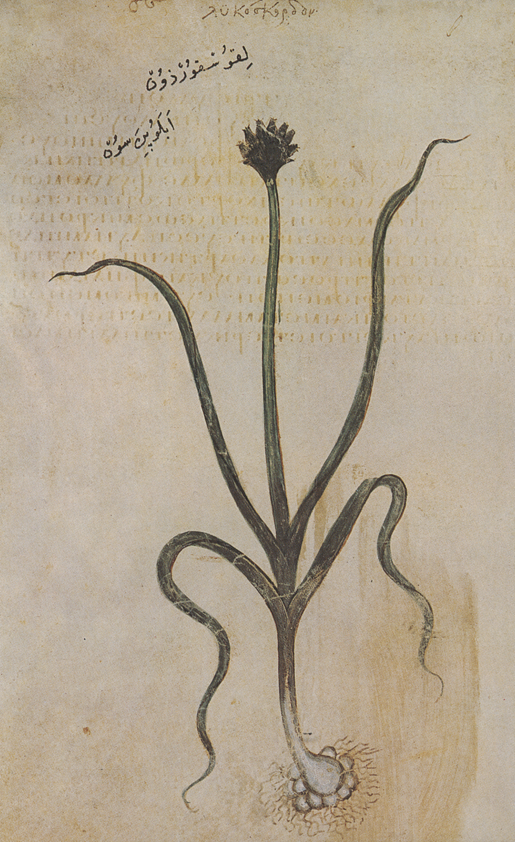
Ilustración en Dioscórides, Codex Aniciae Julianae, circa 512AD

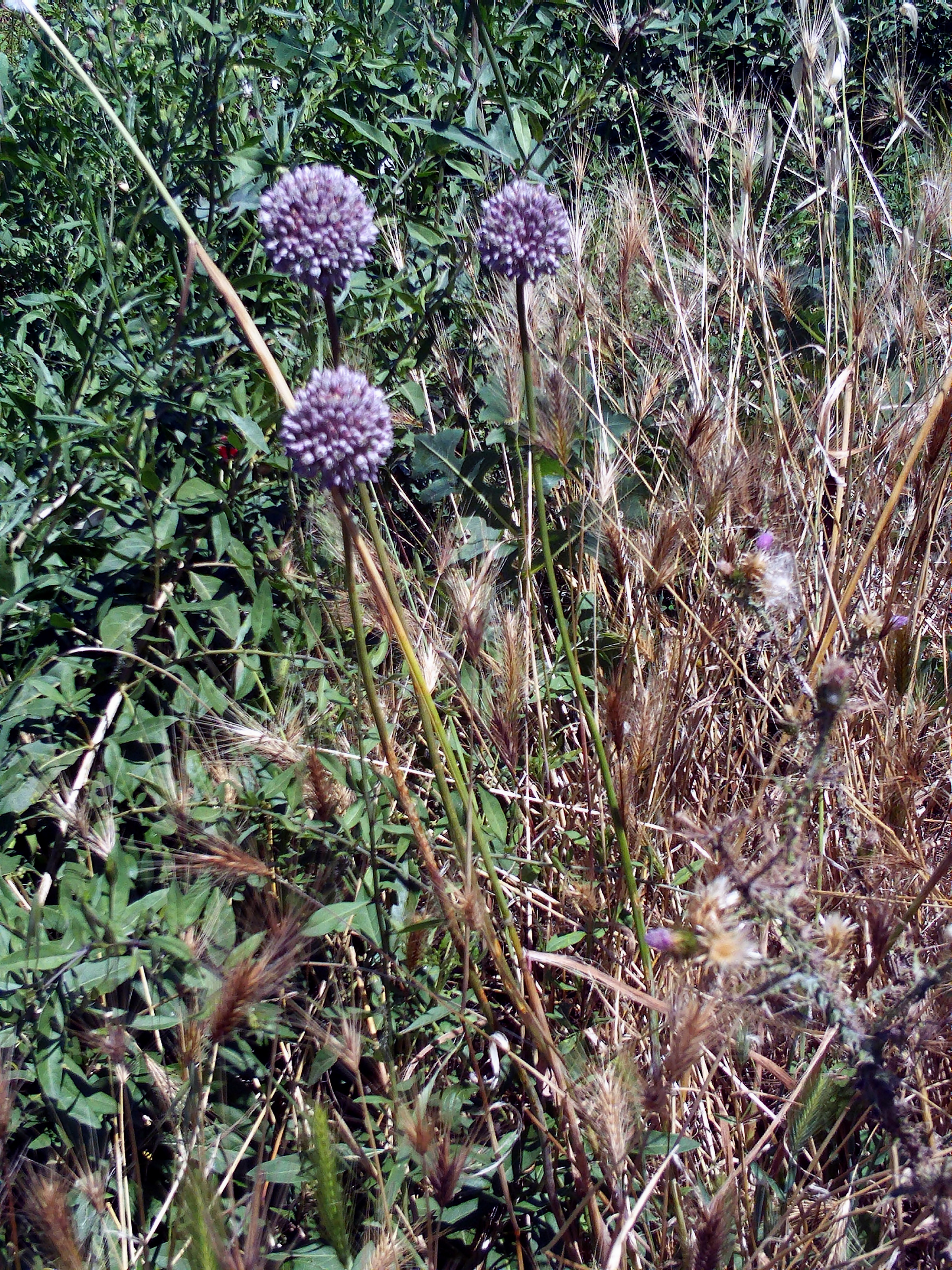
Vista general en su hábitat

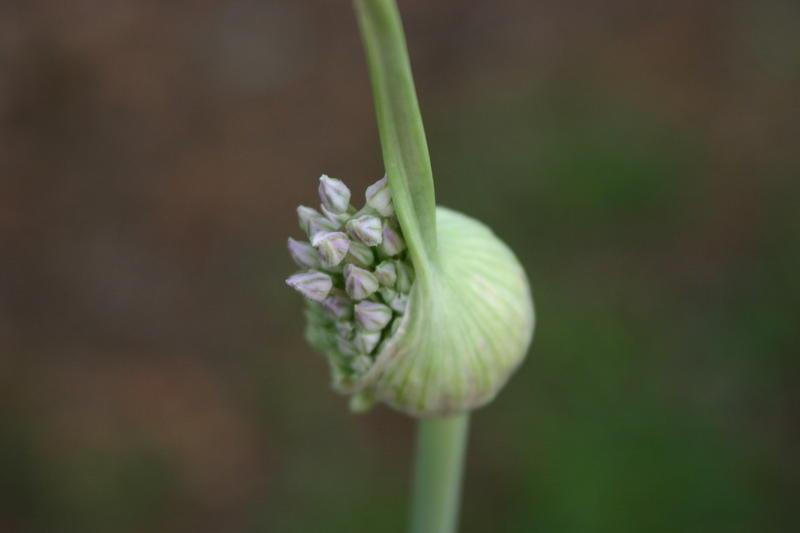
Ruptura de la espata

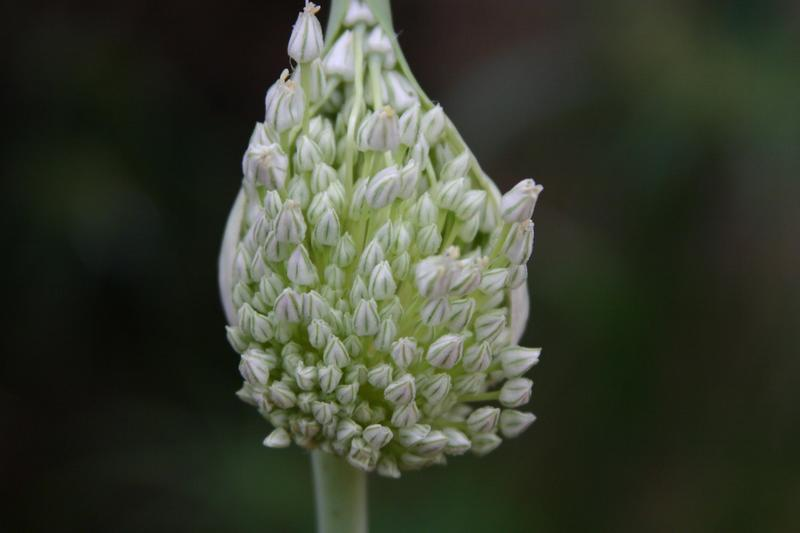
Antesis incipiente

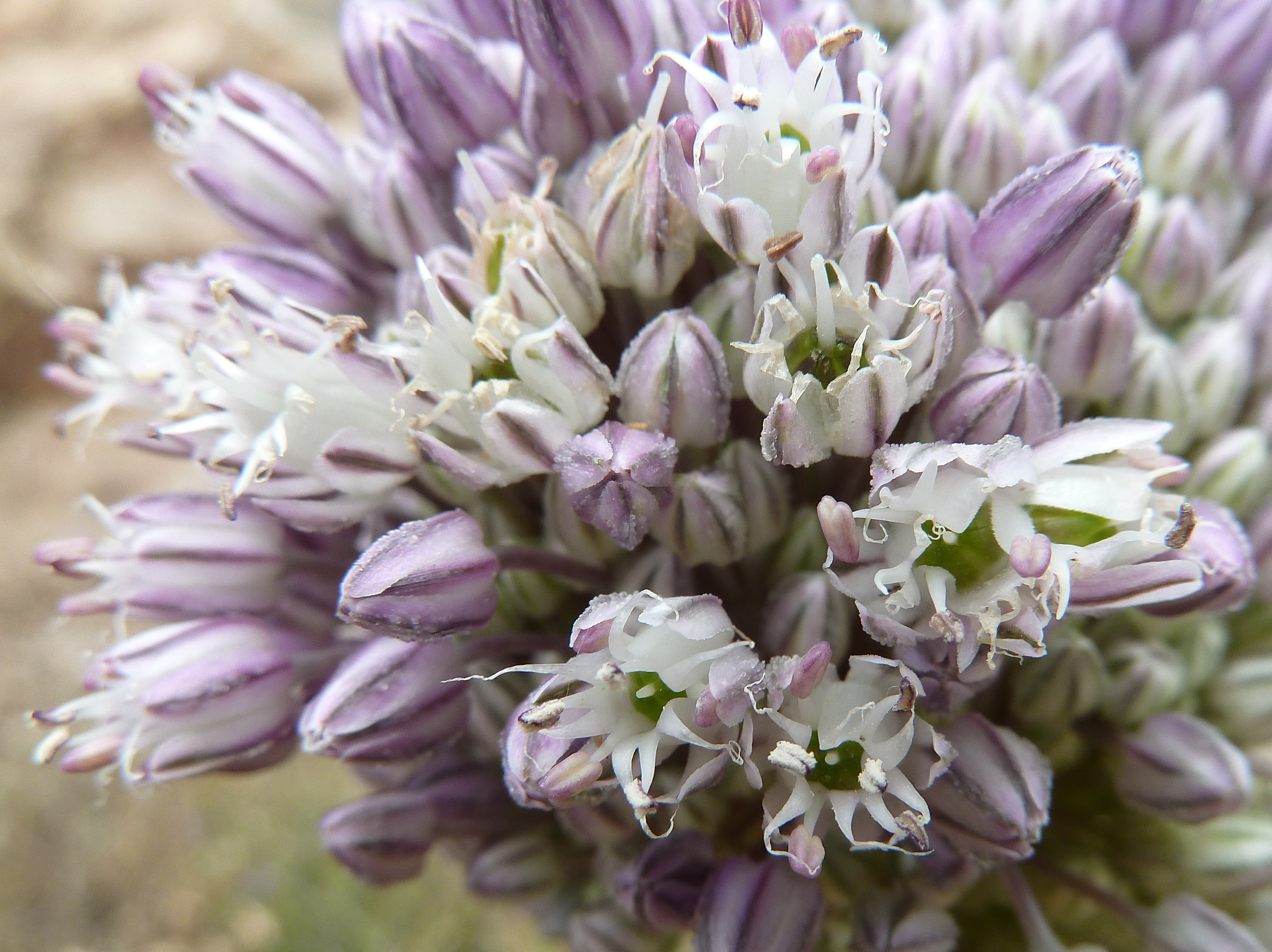
Inflorescencia, detalle.

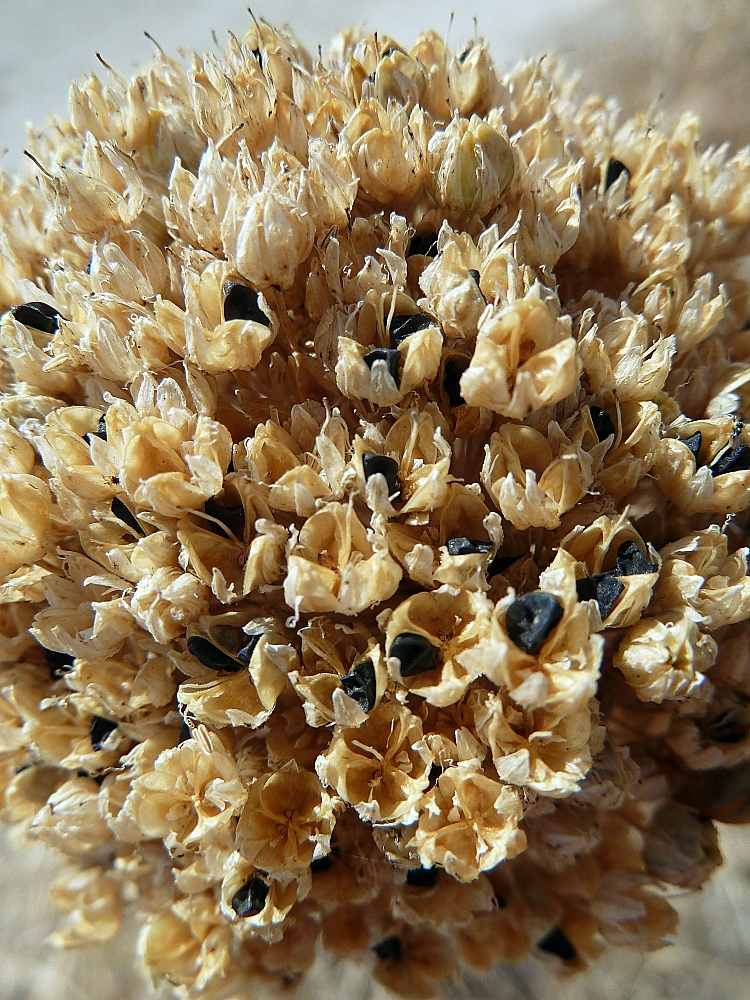
Inflorescencia post-antesis con semillas trigonas

## Descripción
Plantas que alcanzan un tamaño de 1 m de altura. Bulbo ovoide, de 3-4 cm de ancho, con escamas. Escapo que surge desde el centro del bulbo. Hojas 6-12, lineares, de 1-2 cm de ancho, planas, caídas. Las inflorescencias en umbelas globosas con muchas flores. Espata de pico largo. Tépalos lanceolados, 4-5 mm de largo, de color blanco a rosado claro, cada uno con una vena, la superficie exterior verde.

## Distribución y hábitat
Es nativo del sudoeste de Europa hasta Asia, y parece que fue introducido a Gran Bretaña por pueblos prehistóricos. En el sudoeste de Inglaterra y Gales su hábitat corresponde a lugares rocosos cerca de la costa. Las formas cultivadas están presentes en todo el mundo y se cultivan especialmente en Europa, el norte de África y América.

## Taxonomía
A. ampeloprasum fue descrita por Carlos Linneo  y publicada en Species Plantarum 1: 294. 1753.
Etimología
Allium: primitivamente ālĭum, y también el vulgar aleum en latín. Sin embargo, parece que el término tiene un origen celta y significa "quemar", en referencia al fuerte olor acre de la planta. Uno de los primeros en utilizar este nombre para fines botánicos fue el naturalista francés Joseph Pitton de Tournefort (1656-1708).
ampeloprasum: epíteto latino, derivado del griego άμπδλόπρασον de άμπδλός, viñedo, y πρασον, zostera (la "hierba de vidrieros" o "sebas de mar", planta marina de hojas verdes envainantes largas y estrechas parecidas a las del ajoporro), "especie de puerro que crece en los viñedos" (Ampeloprason in vinetis nascitur, foliis porri), según Plinio el viejo (Naturalis Historia, 24, 136).
Sinonimia

### Homotípicos
- Porrum ampeloprasum (L.) Mill.
- Allium ampeloprasum subsp. euampeloprasum Hayek, des. inval.
- Allium porrum subsp. euampeloprasum Breistr.
- Allium porrum var. ampeloprasum (L.) Mirb.

### Heterotípicos
- Allium adscendens Kunth
- Allium albescens Guss.
- Allium ascendens Ten.
- Allium babingtonii Borrer
- Allium bertolonii De Not.
- Allium byzantinum K.Koch
- Allium duriaeanum Regel, nom. illeg.
- Allium durieuanum Walp.
- Allium gasparrinii Guss.
- Allium halleri G.Don, nom. illeg.
- Allium holmense Mill. ex Kunth
- Allium kurrat Schweinf. ex K.Krause
- Allium laetum Salisb.
- Allium lineare Mill., nom. illeg.
- Allium porraceum Gray
- Allium porrum L.
- Allium pylium De Not.
- Allium scopulicola Font Quer
- Allium spectabile De Not.
- Allium syriacum Boiss.
- Allium thessalum Boiss.
- Porrum amethystinum Rchb.
- Porrum commune Rchb.
- Porrum sativum Mill.
- Allium ampeloprasum subsp. halleri Nyman
- Allium ampeloprasum subsp. porrum (L.) Hayek
- Allium ampeloprasum subsp. thessalum (Boiss.) Nyman
- Allium scorodoprasum subsp. babingtonii (Borrer) Nyman
- Allium ampeloprasum var. babingtonii (Borrer) Syme
- Allium ampeloprasum var. bertolonii (De Not.) Nyman
- Allium ampeloprasum var. bulbiferum Syme
- Allium ampeloprasum var. bulgaricum Podp.
- Allium ampeloprasum var. caudatum Pamp.
- Allium ampeloprasum var. gasparrinii (Guss.) Nyman
- Allium ampeloprasum var. gracile Cavara
- Allium ampeloprasum var. holmense Asch. & Graebn.
- Allium ampeloprasum var. porrum (L.) J.Gay
- Allium ampeloprasum var. pylium (De Not.) Asch. & Graebn.
- Allium ampeloprasum var. wiedemannii Regel
- Allium porrum var. kurrat (Schweinf. ex K. Krause) Seregin
- Allium ampeloprasum f. holmense (Asch. & Graebn.) Holmboe[9]

## Nombre vernáculo
- Castellano: ahoporro, ajete barbón, ajetes silvestres, ajillo, ajiporro (2), ajo, ajo bravo, ajo de las viñas, ajo de oso, ajo de perro, ajo de víbora, ajo milano, ajo morisco, ajo perro (3), ajo porro (12), ajo puerro (5), ajo puerro, ajo puerro silvestre, ajo ruin, ajo silvestre (4), ajo vilano, ajo-porro, ajo-puerro (2), ajoborde, ajoporro (11), ajoporro de monte, ajopuerro (4), ajos de cigüeña, ampelopraso, cebollino, cebollinos, porro, puerro (3), puerro agreste, puerro de las viñas, puerro de viñas, puerro salvaje, puerro silvestre (12), puerros silvestres. Las cifras entre paréntesis corresponden a la frecuencia del vocablo en España.[10] Ajo blandino, ajo elefante, ajo chilote, ajo paraguayo, kurrat.